# Neckar
Neckar er en vigtig højre biflod til Rhinen. Neckar er 367 km lang og udspringer i det sydlige Schwarzwald, ikke langt fra Donaus udspring. Navnet Neckar er ligesom mange andre flodnavne i området af keltisk oprindelse.
I Neckartal (Neckar-dalen) flyder floden igennem nogle af de skønneste og mest oversete områder af Sydtyskland. På dens vej til Rhinen, som den møder ved Mannheim i Rhin-dalen, løber den bl.a. igennem Stuttgart samt de berømte universitetsbyer Heidelberg og Tübingen. Den er sejlbar fra Plochingen, 200 km fra Mannheim, og den gør det dermed muligt at sejle til Stuttgart.

## Byer langs Neckar
Fra kilden til mundingen i Rhinen:
- Villingen-Schwenningen
- Rottweil
- Oberndorf am Neckar
- Sulz am Neckar
- Horb am Neckar
- Rottenburg am Neckar
- Tübingen
- Nürtingen
- Plochingen
- Esslingen (am Neckar)
- Stuttgart
- Ludwigsburg
- Freiberg am Neckar
- Benningen am Neckar
- Marbach am Neckar
- Besigheim
- Lauffen am Neckar
- Heilbronn
- Neckarsulm
- Bad Wimpfen
- Mosbach
- Eberbach
- Heidelberg
- Mannheim

49°30′43″N 8°26′14″Ø / 49.511944°N 8.437222°Ø